# ويليام إتش بريسكوت
ويليام إتش بريسكوت (بالإنجليزية: William Hickling Prescott)‏ هو قانوني ومؤرخ وكاتب أمريكي، ولد في 4 مايو 1796 في سالم في الولايات المتحدة، وتوفي في 28 يناير 1859 في بوسطن في الولايات المتحدة بسبب سكتة. منعته إصابته بإعاقة بصرية خطيرة في بعض الأحيان من القراءة أو الكتابة لنفسه، ولكنه أصبح أحد أبرز المؤرخين في أمريكا في القرن التاسع عشر. عُرِف بريسكوت أيضًا بذاكرته الصورية.
تخصص بريسكوت في فترة أواخر عصر النهضة في إسبانيا والإمبراطورية الإسبانية القديمة، بعد فترة طويلة من الدراسة ساهم خلالها بشكل متقطع في المجلات الأكاديمية، ومن أعماله حول هذا الموضوع تاريخ عهد فرناندو وإيزابيلا الكاثوليكية (1837)، وتاريخ غزو المكسيك (1843)، وتاريخ غزو بيرو (1847) والعمل غير المكتمل بعنوان تاريخ عهد فيليب الثاني (1856-1858)، والتي أصبحت من الأعمال الكلاسيكية في هذا المجال، والتي كان لها تأثير كبير على دراسة كل من إسبانيا وأمريكا الوسطى. اعتُبر أحد أعظم المفكرين الأمريكيين الأحياء خلال حياته، وعرف شخصيًا العديد من الشخصيات السياسية البارزة في ذلك الوقت في كل من الولايات المتحدة وبريطانيا. أصبح بريسكوت واحدًا من أكثر المؤرخين الأمريكيين التي تُرجِمت أعمالهم على نطاق واسع، وكان شخصية مهمة في تطور التاريخ باعتباره مجالًا أكاديميًا صارمًا. يعجب المؤرخون بريسكوت لاستخدامه الشامل والحذر والمنهجي للمحفوظات، وإعادة صياغته الدقيقة لتسلسل الأحداث، وأحكامه المتوازنة وأسلوبه الحيوي في الكتابة. كان يركز في المقام الأول على الشؤون السياسية والعسكرية، وتجاهل إلى حد كبير القوى الاقتصادية، والاجتماعية، والفكرية، والثقافية التي ركز عليها المؤرخون في العقود الأخيرة. كتب التاريخ السردي وصنف فيه القوى السببية غير المعلنة في قصة قيادته.

## المهنة

### زيارات لواشنطن وأوروبا
زار بريسكوت واشنطن العاصمة في ربيع عام 1850 حيث التقى بزكاري تايلور، رئيس الولايات المتحدة آنذاك، بالإضافة إلى العديد من الشخصيات البارزة الأخرى ومن ضمنهم السفير البريطاني هنري بولوير، ووزير الخارجية السابق دانيال وبستر، الذي كان صديق والده. قرر زيارة إنجلترا بعد فترة وجيزة. انطلق من نيويورك في 22 مايو، ووصل إلى ليفربول في 3 يونيو. مكث هناك مع صديق قديم، ألكسندر سميث، وتعرف على ماري ليل، زوجة الجيولوجي تشارلز ليل. سافر مع الزوجين ليل إلى لندن حيث مكثوا في فندق ميرفت. رحب أهم أعضاء المجتمع ببريسكوت في لندن وفي واشنطن، وتناول العشاء مع وزير الخارجية ورئيس الوزراء المستقبلي هنري تيمبل، ورئيس الوزراء السابق روبرت بيل، بالإضافة إلى دوق ولينغتون المسن.
ذهب إلى السباقات في مضمار أسكوت، وقُدِّم في المحكمة إلى الملكة فكتوريا. سافر إلى أكسفورد في 22 يونيو لتلقي الدكتوراه الفخرية في القانون. أقام في قصر كوديسون في أكسفورد، وهو منزل أسقف أكسفورد، صموئيل ويلبرفورس، الذي كان غائبًا بسبب تعميد الطفل الأمير آرثر. التقى بريسكوت برئيس الجمعية الملكية، سبنسر كومبتون، الذي حصل أيضًا على درجة فخرية. غادر لندن متوجهًا إلى باريس حيث وصل في 20 يوليو. سافر إلى بروكسل بعد ذلك بيومين حيث مكث في كودينبيرغ، موقع إقامة الإمبراطور الروماني المقدس تشارلز الخامس، وعاد إلى لندن في 29 يوليو. سافر بريسكوت شمالًا، وزار قلعة ألنويك وآثار دير هولم في نورثمبريا. التقى عند وصوله إلى إدنبرة بالجيولوجيين آدم سيدجويك ورودريك مورشيسون، الذين رافقهم إلى إنفراراي حيث زار القلعة. سافر بريسكوت بعد ذلك جنوبًا، وعبر ستافوردشاير حيث استضافه جورج ساذرلاند-ليفيسون-غاور. شرع في طريقه إلى نيويورك في 14 سبتمبر، ووصل في 27 سبتمبر.

### الأعمال النهائية
أمضى بريسكوت الشتاء في بوسطن، وعاد إلى تكوين عمله. غير تدريجيًا تركيز كتاب التاريخ، وقرر أنه كاتب للتاريخ أفضل من السيرة الذاتية، وعمل بجد خلال العامين التاليين بالتناوب بين بوسطن وناهانت. لم يوقفه خلال هذه الفترة إلا زواج ابنته إليزابيث في أوائل عام 1852، التي تزوجت من جيمس ألكسندر، واستقرا في منزل بالقرب من منزل العائلة في بيبريل. مرضت والدة بريسكوت في 17 مايو وتوفيت بعدها، مما تسبب في دخول بريسكوت في نوبة اكتئاب استمرت حتى الشتاء. عاد إلى عمله، واستمر بالسرعة التي كان فيها خلال الفترة المتبقية من عامي 1852 و1853، والتي مرت بهدوء. بدأ بريسكوت يعاني بشكل خطير من الروماتيزم خلال العام السابق، فتخلى نتيجة لذلك عن محل إقامته في ناهانت. اشترى منزلًا في البلدة الريفية التي كان اسمها آنذاك لين بماساتشوستس حيث زاره تشارلز ليل وعائلته في يونيو 1853. أنهى المجلد الثاني من كتاب التاريخ في 22 أغسطس. انتُهي من أول مجلدين بحلول مايو 1855، ولكنهما لم يُنشرا على الفور. أدت التغييرات في قانون حقوق النشر البريطاني وتغيير الناشرين إلى تأجيل بريسكوت للنشر حتى شهر نوفمبر. تلقى كتاب التاريخ تغطية قليلة من قبل الصحافة أو في المجلات الأكاديمية بالمقارنة مع أعماله السابقة. 
اقُترِح عليه في هذا الوقت أن يكتب سيرة تشارلز الخامس، ولكنه رفض، واعتبر عمل ويليام روبرتسون حول هذا الموضوع نهائيًا. كتب ملحقًا لكتاب روبرتسون «تاريخ عهد تشارلز الخامس» في مايو 1855، ونُشِر في ديسمبر 1856. لم يهتم سابقًا بالسياسة (على الرغم من توقعه فوز حزب اليمين في عام 1840). أيد بريسكوت وصوت للجمهوري جون سي. فريمونت في الانتخابات الرئاسية لعام 1856. واصل العمل على المجلد الثالث من كتاب التاريخ حتى أصيب بجلطة دماغية في 3 فبراير 1858. تعافى بريسكوت، ولكن صحته تأثرت بشكل دائم، وقرر التقاعد بشكل مؤقت من الكتابة. نُشِر المجلد الثالث في أبريل، وكان نطاقه محدودًا أكثر مما خطط بريسكوت في الأصل. عمل على الترجمة الإسبانية لكتاب غزو المكسيك، والتي أعدها خوسيه فرناندو راميريز ولوكاس ألامان.

### الحياة الشخصية
كان لدى ويليام إتش. بريسكوت وسوزان أموري بريسكوت (حوالي 1799–1859) أربعة أطفال. كانت الأولى كاثرين بريسكوت (1824-1829) والتي ماتت بسبب مرض وهي طفلة. التحق ويليام غاردينر بريسكوت (1826-1895) بجامعة هارفارد منذ 1841 حتى 1844 وعمل كمحامٍ في بوسطن. تزوج جوزفين أوغستا بيبودي في 6 نوفمبر 1851، وورث المنزل الرئيسي. تزوجت ابنة ويليام غاردينر، كاثرين إليزابيث بريسكوت، من هيبرت تيمينز في 22 فبراير 1887. تزوجت إليزابيث (1828-1864) من جيمس لورانس، وهو ابن عم بعيد القرابة. كان أصغرهم ويليام أموري (1830-1867). انتُخِب عضوًا في الجمعية الفلسفية الأمريكية في عام 1837. انتخب بريسكوت عضوًا فخريًا في جمعية سينسيناتي في ماساتشوستس في عام 1845.

## وصلات خارجية
- ويليام إتش بريسكوت على موقع الموسوعة البريطانية (الإنجليزية)
- ويليام إتش بريسكوت على موقع إن إن دي بي (الإنجليزية)